# Richtschacht (Erzbergwerk Rammelsberg)

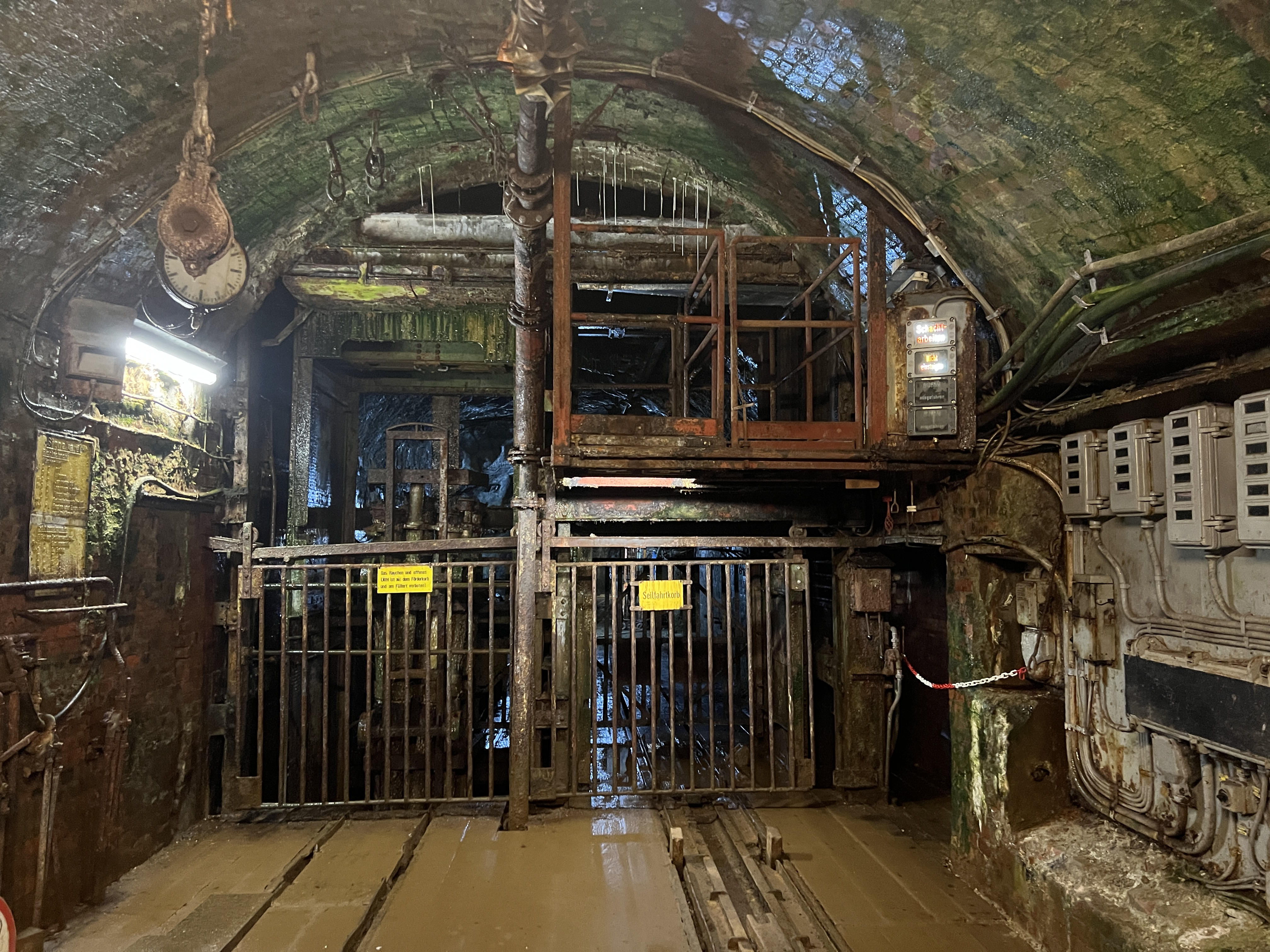
Die Hängebank auf dem Niveau der Tagesförderstrecke

Der Richtschacht am Erzbergwerk Rammelsberg war der erste elektrisch betriebene und saigere Schacht des Erzbergwerks Rammelsberg im Harz. Seine Inbetriebnahme erfolgte im Jahr 1911 und markierte einen bedeutenden technologischen Fortschritt, indem er die traditionelle Wasserhaltung und die Förderung durch Wasserkraft am Rammelsberg, die über ein Jahrhundert lang genutzt wurden, ablöste. Der Richtschacht blieb bis zum Betriebsende am 30. Juni 1988 in Betrieb. Er verlor jedoch im Laufe der Zeit an Bedeutung, da seine Funktionen allmählich vom im Jahr 1938 errichteten Rammelsbergschacht übernommen wurden. Schließlich wurde der Richtschacht ausschließlich für den Materialtransport, die Wasserhaltung und die Zwischenseilfahrt genutzt. Heute ist der Richtschacht ein wesentlicher Bestandteil des Schaubergwerks Rammelsberg als UNESCO-Weltkulturerbe.

## Vorgeschichte
Seit dem 16. Jahrhundert wurde die Erzförderung am Rammelsberg durch die Nutzung von Wasserkraft betrieben. Große Kehrräder, die Seiltrommeln antrieben, waren verantwortlich für das Heben der Erzkörbe an die Oberfläche. Die Röderschen Reformen gegen Ende des 18. Jahrhunderts führten zu einer Modernisierung des gesamten Betriebs am Rammelsberg. Ab dem Jahr 1875 unterstützte eine Dampfmaschine die Erzförderung durch Wasserkraft.
Durch die Betriebsänderungen des ehemaligen Betriebsführers Wimmer, insbesondere durch die Installation einer Dampfmaschine am Kanekuhler Schacht, konnte die Fördermenge von 20.000 t auf 60.000 t gesteigert werden. Dennoch war bereits im Jahr 1880 die Meinung vertreten, dass mit der damaligen Infrastruktur (nach den Röeder'schen Reformen) eine weitere Steigerung der Fördermengen schwierig sei.
Es lag daher an seinen Nachfolgern Max Richard und Ludwig Wolff, eine Neugestaltung der wichtigsten Betriebsanlagen vorzunehmen. Zunächst wurde die Möglichkeit erwogen, einen weiteren, deutlich größeren Staudamm 1600 Meter über dem Herzberger Teich zu errichten, um die Kehr- und Kunsträder anzutreiben. Diese Pläne wurden jedoch aus wirtschaftlichen Gründen schnell verworfen, und bereits im Jahr 1905 gab es erste Überlegungen, eine neue moderne Schachtanlage einzurichten.

## Bau der Anlage
Die ersten Schritte in diese Richtung umfassten den Bau einer elektrischen Zentrale, auch als Kraftzentrale bekannt, im Zeitraum von 1905 bis 1906. In ihrer ersten Ausführung wurde sie von zwei Sauggasmotoren angetrieben, die Gleichstromdynamos mit einer Leistung von 60 und 100 PS versorgten. Diese wurden dann in den Jahren 1909 bis 1910 durch eine 300 PS starke Dampfdynamomaschine ersetzt.
Gleichzeitig wurden auf der Sohle des Rathstiefstenstollens zwei Francis-Turbinen mit einer Leistung von jeweils 30 und 60 PS installiert, die mit Gleichstromdynamos gekoppelt waren. Diese Turbinen wurden über eine 390 m lange Druckrohrleitung und einen 32 m tiefen Turbinenschacht mit Wasser aus dem Herzberger Teich versorgt.

### Abteufen des Richtschachts

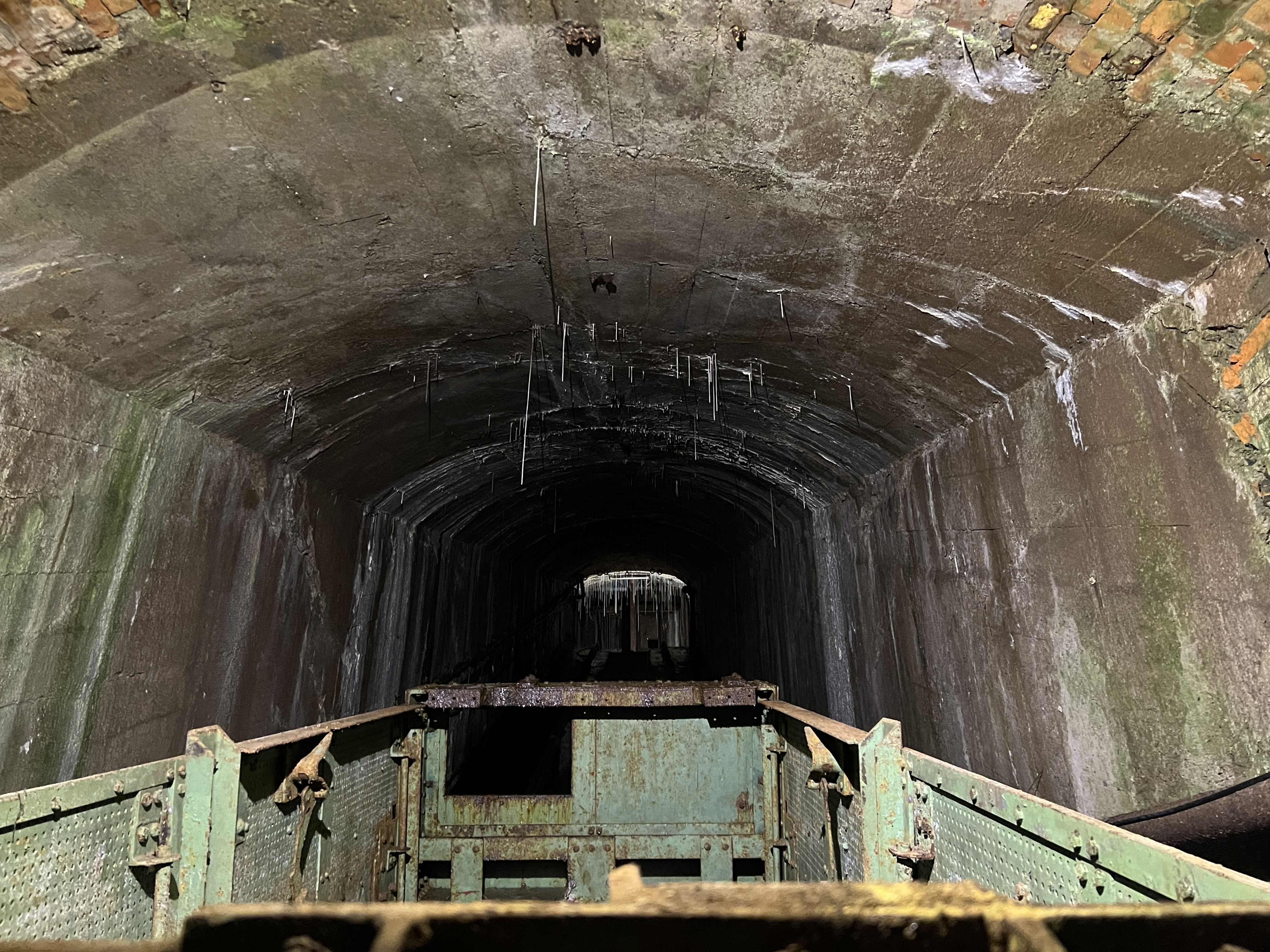
Die Seiltrift, die vom alten Fördermaschinenraum Richtung Seilscheiben führte

Das Abteufen des Richtschachts begann mit der Frage nach dem idealen Ansatzpunkt.
Die Entscheidung fiel darauf, den Ansatzpunkt weit im hangenden Gebirge zu wählen. Mit einem Abstand von 550 m vom Mundloch der Tagesförderstrecke war zu erwarten, dass bei der Abteufung und beim Errichten eines Schachtsicherheitspfeilers zwischen der 9. und 11. Sohle kein Erz verloren gehen würde. Zudem lag dieser Standort relativ zentral im gesamten Grubengebäude, was kurze Förderwege ermöglichte. Ein wesentlicher Nachteil bestand jedoch in der vergleichsweise großen horizontalen Entfernung zu den Übertageanlagen, die knapp 550 m betrug. Aus diesem Grund wurde ein neuer Stollen angelegt, bekannt als Tagesförderstrecke oder Richtschachtstrecke, die im Jahr 1908 aufgefahren wurde.
Eine weitere bedeutende Entscheidung bestand darin, den Richtschacht als Blind- oder Saigerschacht anzulegen, da über ihm noch eine Gebirgsdeckung von knapp 230 m lag. Anfangs wurde beschlossen, ihn nur bis zur 9. Sohle auf einer Tiefe von 300 m abzuteufen.
Der Richtschacht sollte neben der Erzförderung auch für die Seilfahrt und die Wasserhaltung genutzt werden. Zu diesem Zweck erhielt er eine kreisförmige Schachtscheibe mit einem Durchmesser von 4,5 m.
Der Teufbeginn erfolgte 1905 von fünf Querschlägen aus, um den Schacht im Gegenortbetrieb abzuteufen. Dabei wurde von folgenden Punkten ausgegangen:
- Tagesförderstrecke
- Tiefe Stollensohle (Tiefer-Julius-Fortnunatus-Stollen)
- 3. Sohle
- 7. Sohle
- 9. Sohle

Das abteufen lief ohne weitere Probleme, so dass der volle Betrieb bereits im Jahr 1911 aufgenommen werden konnte.

#### Modernisierung

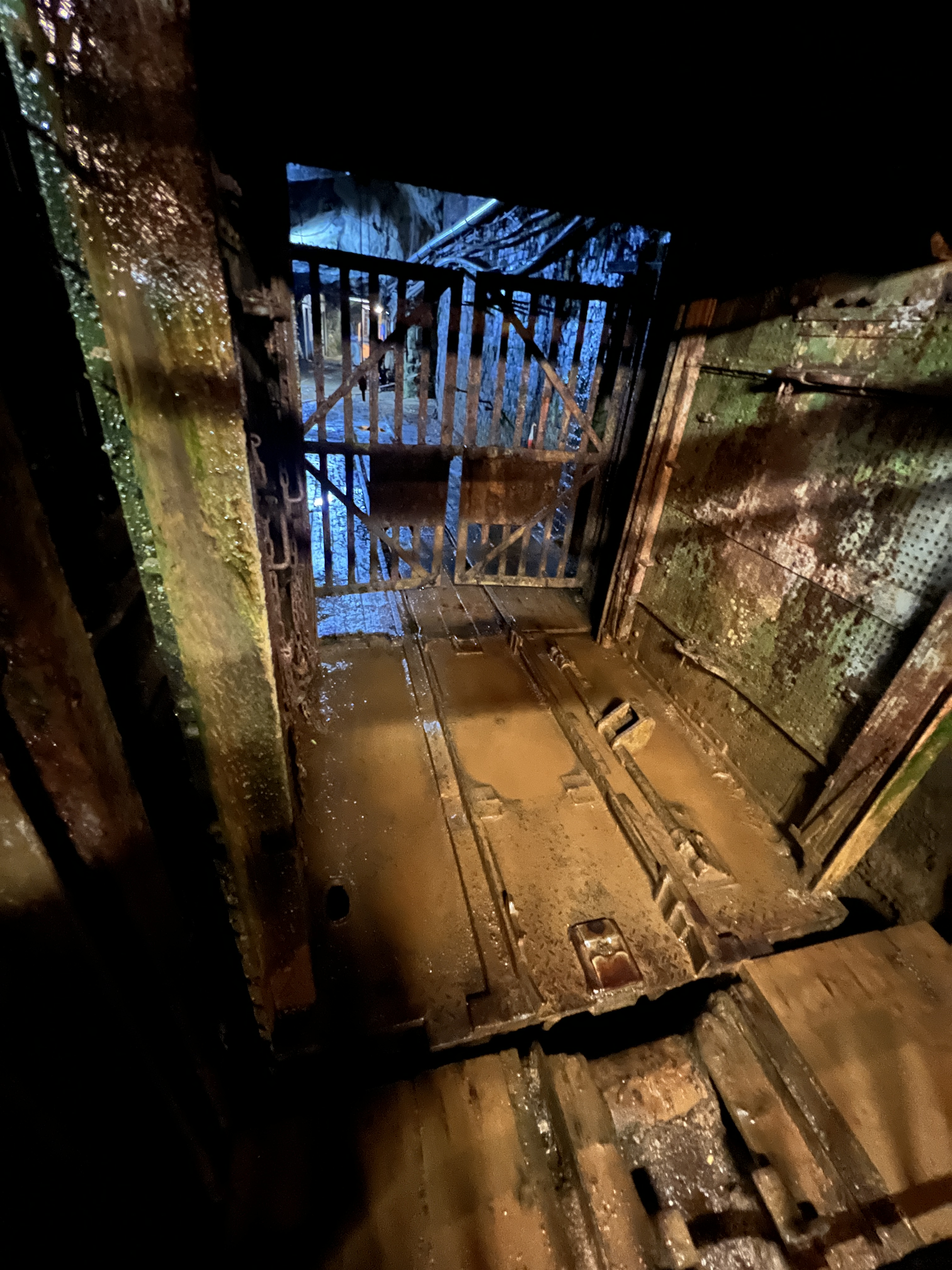
Der bis zu 10 Personen fassende Seilfahrtkorb, der heute immer noch eingehängt ist.

Im Zuge des Rammelsbergprojekts im Jahr 1938 wurde der Rammelsbergschacht abgeteuft und die Tagesanlagen modernisiert. Als Teil dieses Projekts sollte auch der Richtschacht bis zur 12. Sohle nachgeteuft und an die neue Aufbereitungsanlage angeschlossen werden, was unter dem Namen Richtschachtprojekt lief. Bis zum Jahr 1941 war der Richtschacht soweit entwickelt, dass er allein die gesamte Erzförderung des Bergwerks bewältigen konnte.
Ursprünglich plante man, den Richtschacht bis zur 15. Sohle (240 m) abzuteufen, um ein drittes, bisher unentdecktes Erzlager zu erschließen. Dieses Lager wurde jedoch nie gefunden.
Im Jahr 1944 wurde die Verbindung zur Erzaufbereitungsanlage abgeschlossen, aber aufgrund der Kriegssituation mussten weitere Abteufarbeiten vorübergehend eingestellt werden.
Nach dem Zweiten Weltkrieg sollte eine neue Fördermaschine auf dem Niveau der Oberen Hängebank installiert werden. Dabei handelte es sich um eine zylindrische Fördermaschine mit 330 kW und einer Nutzlast von 2,6 Tonnen. Die Beschaffung gestaltete sich aufgrund der Bauteile aus der sowjetischen Besatzungszone als sehr mühsam.
Im Jahr 1956 war das Projekt abgeschlossen, und der Richtschacht erstreckte sich nun von der Oberen Hängebank an der Erzaufbereitungsanlage bis zur 12. Sohle auf einer Teufe von 490 m.
Da der Richtschacht nun tiefer lag als sein Nachfolger, der Rammelsbergschacht, wurden die Erze aus der 11. und 12. Sohle im Richtschacht bis zur 10. Sohle gefördert und dann über den Rammelsbergschacht an die Oberfläche transportiert.
Während weiterer arbeiten am Rammelsbergschacht konnten einige der geförderten Erze nicht über den Oberen Hängebankstollen zur Aufbereitungsanlage gebracht werden. In dieser Zeit wurden die Erze auf das Niveau der Tagesförderstrecke gehoben, dann über die 500 m lange Richtschachtstrecke an die Oberfläche transportiert und über die neue Schrägförderanlage auf die oberste Etage der Aufbereitungsanlage befördert.
Der Pumpensumpf im Richtschacht befand sich nun unter der 12. Sohle. Von dort wurden die pH-neutralen Wasser aus dem neuen Lager entweder zum Tiefen-Julius-Fortunatus-Stollen gepumpt oder als Brauchwasser der Aufbereitungsanlage zugeführt. Die sauren Wasser, die hauptsächlich aus dem alten Lager stammten, wurden weiterhin auf der 9. Sohle gesammelt und abgepumpt.

## Bedeutung für alte Schächte

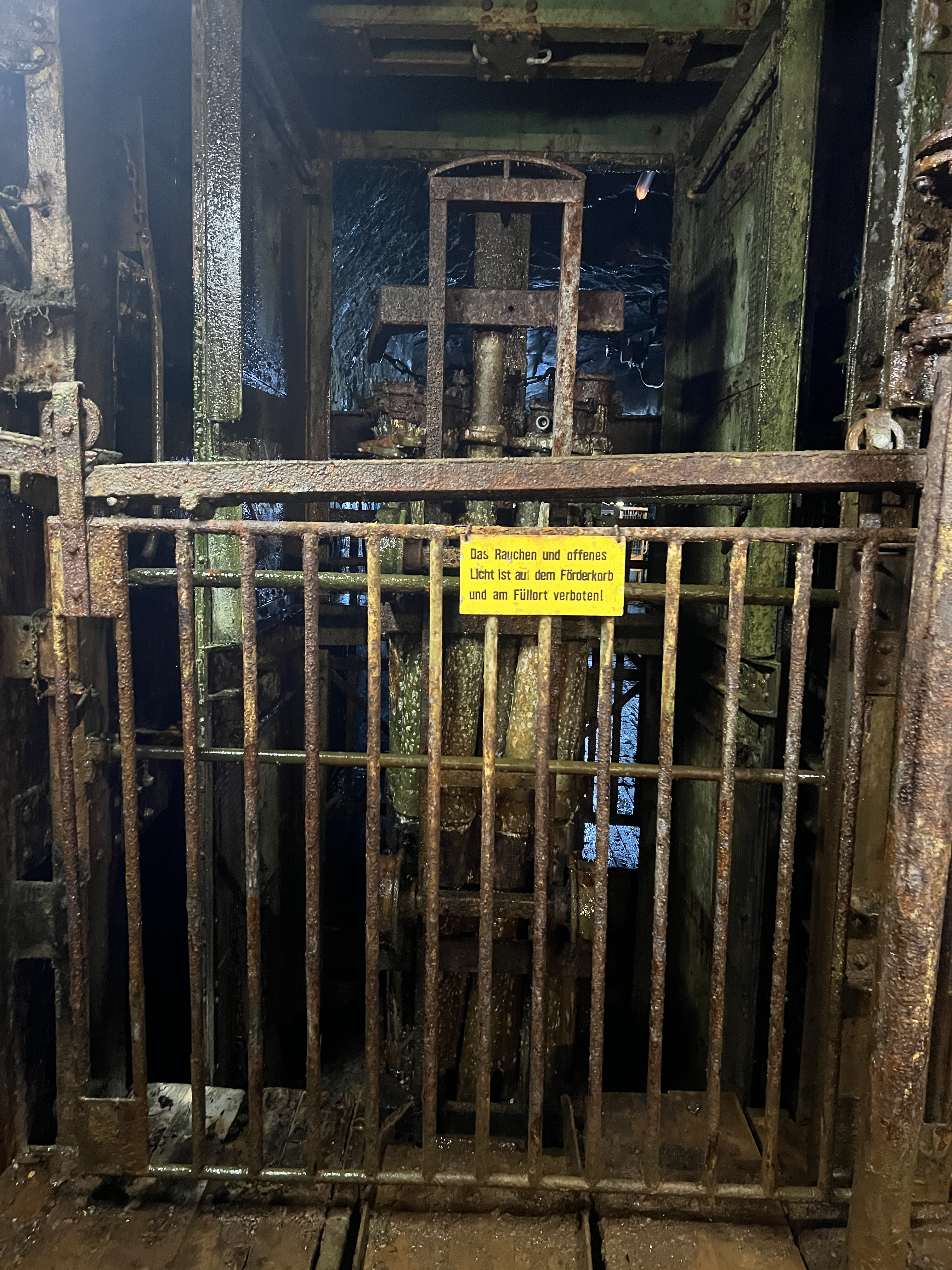
Zweites Trum. Damals für Erzförderung oder Material. Heute ist ein Senkrechter Wagen mit Hydraulikstempeln eingehängt.

Durch die Inbetriebnahme des Richtschachts veränderten sich zwangsläufig auch die Funktionen der beiden älteren Haupterzförderschächte, nämlich des Kanekuhler Schachts und des Serenissimorumschachts.
Der Kanekuhler Schacht wurde bereits im Jahr 1910 bis zur 7. Sohle verfüllt, da er durch die Einführung des Richtschachts seine Rolle in der Erzförderung verloren hatte.
Der Serenissimorumschacht blieb jedoch für die Förderung im alten Lager noch bis zum Jahr 1918 aktiv und erhielt sogar eine elektrische Förderhaspel, da zu dieser Zeit der Richtschacht noch nicht mit diesem Lager verbunden war. Da es sich um einen Blindschacht handelte, war keine Verfüllung erforderlich. Allerdings ist die Schachtröhre des Serenissimorumschachts heute größtenteils verbrochen.

## Richtschacht nach 1962
Im Jahr 1962 wurde auch der 1938 abgeteufte Rammelsbergschacht bis zur 12. Sohle nachgeteuft, wodurch der Richtschacht endgültig seine Funktion als Förderschacht verlor. Die gesamte Erzförderung sollte nun über den moderneren Rammelsbergschacht von einem großen Erzbunker (der Sub 12. Sohle) bis zur Oberen Hängebank an der Erzaufbereitungsanlage stattfinden.
Die wichtigsten Funktionen des Richtschachts bis zum Betriebsende 1988 waren:
- Materialtransport
- Wasserhaltung
- Seilfahrt
- Versatztransport

Obwohl der Richtschacht als Blindschacht abgeteuft wurde, spielte er auch eine wichtige Rolle in der Bewetterung, indem er einziehende Wetter über das Mundloch der Tagesförderstrecke sowie des oberen Hängebankstollens ermöglichte.
Ab dem Jahr 1976 verlor der Richtschacht weitestgehend seine Funktion als Seilfahrtsschacht. Diese Aufgabe wurde für die letzten 12 Betriebsjahre ebenfalls vom Rammelsbergschacht übernommen. Ein Vorteil für die Bergleute bestand darin, dass sie nun nicht mehr die 500 m zum Richtschacht zu Fuß zurücklegen mussten, sondern von der Kaue relativ schnell am Rammelsbergschacht ankamen. Von hier aus erfolgte die Seilfahrt meist zur 10. oder 11. Sohle. Untertägig stiegen die Bergleute dann in speziell für die Personenfahrt angeschaffte Grubenbahnen um, die sie zu ihren teils ein Kilometer entfernten Arbeitsplätzen brachten. Diese Personenwagen sind heute noch im Museum in Benutzung.
In den letzten Betriebsjahren diente der Richtschacht also hauptsächlich dem Materialtransport sowie zur Zwischenseilfahrt.